# Mai Kyokawa
Mai Kyokawa (京川 舞 Kyokawa Mai?), född 28 december 1993, är en japansk fotbollsspelare som spelar för INAC Kobe Leonessa.
Mai Kyokawa spelade 5 landskamper för det japanska landslaget.